# Bhagyaiah Chinnabathini
Bhagyaiah Chinnabathini (Motakondur-Yadagirigutta, Mandal, Índia, 19 de setembro de 1956) é um clérigo indiano e bispo católico romano de Guntur.
Bhagyaiah Chinnabathini frequentou o seminário masculino em Warangal e depois estudou filosofia e teologia no seminário regional em Hyderabad. Recebeu o sacramento da ordenação para a diocese de Nalgonda em 3 de maio de 1983.
Após sua ordenação, ele trabalhou na pastoral em várias comunidades e estudou na Universidade Osmania em Hyderabad e na Universidade Annamalai, onde se formou em literatura e educação. De 1994 a 1995 foi capelão em Herford e recebeu treinamento em Colônia para trabalhar na Sociedade Kolping. De 1995 a 2002 dirigiu o Centro Kolping e o Centro Juvenil Diocesano de Nalgonda. Em 2003 foi para a Inglaterra como pastor e voltou para a Alemanha em 2004. Após representação em Northeim, Veltheim e Bilshausen, foi pároco em St. Marien em Hanover de 2007 a 2011. Após seu retorno à Índia, ele foi pastor em Miryalaguda.
Em 25 de junho de 2016, o Papa Francisco nomeou-o Bispo de Guntur. Foi ordenado bispo pelo Núncio Apostólico na Índia, Dom Salvatore Pennacchio, em 8 de setembro do mesmo ano. Os co-consagradores foram o Arcebispo de Visakhapatnam, Prakash Mallavarapu, e o Bispo de Nalgonda, Joji Govindu.